# Блинов, Дмитрий Анатольевич
Дмитрий Анатольевич Блинов (род. 25 мая 1987, Ижевск) — российский биатлонист. Мастер спорта международного класса. Член сборной России.

## Биография
На лыжи Дмитрий встал в 6 лет. В школе учитель физкультуры посоветовал ему пойти в биатлонную секцию. Начиная с 5 класса юный спортсмен приступил к тренировкам. Первый тренер – Пашкин Александр Николаевич.
Дмитрий был одним из кандидатов на попадание в сборную России по биатлону на Олимпийские зимние игры 2010 г. в Ванкувере, однако в предолимпийском сезоне попал в автокатастрофу, в которой серьёзно повредил ногу. Из-за травмы подготовка была скомкана и на Игры-2010 спортсмен не попал.

## Юниорские и молодёжные соревнования
| Год  | Место проведения        | Возраст | Инд | Спр | Пр | Эст |
| ---- | ----------------------- | ------- | --- | --- | -- | --- |
| 2007 | ЧЕ Банско               | U21     | 19  | 29  | 20 | 1   |
| 2008 | ЧМ Рупольдинг           | U21     | 3   | 12  | 11 | 1   |
| 2008 | ЧЕ Нове-Место-на-Мораве | U21     | -   | 11  | 10 | 1   |

## Кубок IBU
- В Кубке IBU дебютировал в 2008 году на этапе в Лангдорфе.
- На заключительном этапе сезона 2009—2010 в словенской Поклюке стал вторым в спринтерской гонке.